# Список персонажей Mermaid Forest
Эта статья о персонажах Mermaid Forest. Об аниме и манге см. Mermaid Forest.

## «Лес русалок»

### A Mermaid Never Smiles

#### Центральные
- Старейшина затерянной деревни (киридзи: о-баба) (яп. おばば) — очень старая женщина, которая называет себя то русалкой, то человеком, отведавшим мясо русалки. Именно она похитила Ману, и она же теперь сторожит её. Мана грубит ей, называет её старой ведьмой (киридзи: баба) и швыряет в неё еду, но Баба терпеливо это сносит и ведёт себя с ней как с госпожой, называя её Мана-сама. В остальном о ней мало что известно.

Сэйю: Роко Такидзава

### The Village of Fighting Fish

#### Центральные
- Рин (яп. 鱗) — старшая дочь главы Деревни Воюющих Рыб, деревни рыбаков с острова Тоба, иногда промышляющих пиратством, обладает бойким характером и возглавляет пиратские рейды, в которых старается обходиться без лишних жертв. В бою носит ламеллярную кирасу и копьё, также хорошо обращается с катаной и ловко бросает абордажный крюк, при атаке находится в первых рядах, на носу лодки. Мечтает найти мясо русалки, чтобы исцелить своего тяжело больного отца. Имеет младших брата и сестру. Находится «на ножах» с Исаго, но до открытого столкновения не доходит. Втайне мечтает выйти замуж за Юту.

Сэйю: Хоко Кувасима

#### Второстепенные
- Исаго (яп. 砂) — русалка, обернувшаяся на время человеком, является женой главаря пиратов с Сакагами. Хочет получить мясо другой русалки для своих особых целей, в связи с чем время от времени нанимает рыбаков для поимки русалки. Отличается особой жестокостью. Один из загадочных персонажей.

Сэйю: Ай Орикаса

### Mermaid’s Forest

#### Центральные
- Това Каннаги (яп. 神無木 登和) — сестра-близнец Савы, давно, будучи тяжелобольной, выпившая кровь русалки, отчего испытала такую боль, что поседела за одну ночь, обретя такой ценой бессмертие и вечную молодость. Её рука с той ночи стала со страшными болями превращаться в страшную лапу монстра, отчего ей каждую ночь снится кошмар, что она полностью превратилась в чудовище. Её отец, увидев такое превращение, запер в её в дзасикиро (zashikirou) — в подвале дома за решёткой, где она провела в цепях долгие годы. Превращающуюся руку она прячет под бинтами, а остановить процесс превращения, ей помогает Доктор Сиина, который время от времени проводит ей трансплантацию новой руки, используя руки принесённых из морга трупов недавно умерших девушек. Но новая рука через некоторое время опять начинает процесс превращения, и операцию приходится повторять. Имеет собаку-монстра, тоже отведавшую русалки и, несмотря на превращение, сохранившую верность хозяйке.  Постоянно пытается выведать у Савы, где хранится русалка, чтобы накормить русалкой её саму.

Сэйю: Суми Симамото
- Сава Каннаги (яп. 神無木 佐和) — сестра-близнец Товы, является хранительницей пойманной много лет назад русалки. Когда-то дала тяжелобольной Саве выпить кровь русалки, надеясь, что кровь имеет не такой ужасный эффект, как мясо, от которого многие вместо бессмертия и вечной юности превращаются в монстров. В то время, как Това томилась в подвале за решёткой, вышла замуж, родила ребёнка и в общем, была счастлива, чему завидовала Това. Но муж погиб на войне, ребёнок умер от болезни, а отец от старости. Оставшись совсем одна, она выпустила Тову из дзасикиро (zashikirou).

Сэйю: Хисако Кёда и Харуна Икэдзава (Сава в молодости)

#### Второстепенные
- Доктор Сиина (яп. 椎名) — семейный врач семьи Каннаги. Тихий, скромный человек, вот уже 55 лет влюблённый в Тову, помогающий ей всем чем может и готовый ради неё на всё, проводящий время от времени Тове операции по замене руки. Ради неё он похищает из морга клиники, в которой он работает, мёртвые тела недавно умерших девушек.

Сэйю: Эйсукэ Ёда

## «Шрам русалки»

### The End of the Dream

#### Центральные
- Бывший рыбак (яп. 大眼) или Оманако (яп. おおまなこ) — бывший рыбак, когда-то с другими рыбаками он поймал русалку, после чего был устроен пир, на котором собирались всей деревней съесть русалку. Он попробовал русалку первым, после чего он испытал страшную боль и потерял сознание. Очнувшись, он увидел кругом трупы, ища оставшихся в живых, он наткнулся на женщину, плачущую над трупом одного из мужчин, и проклинающую его, называя убийцей и чудовищем. Посмотрев на свои руки, он увидел страшные лапы в крови, а заглянув в воду, увидел в отражении страшную морду монстра с выпученными глазами, отчего он в ужасе бежал в горы, где с тех пор он и живёт в полном одиночестве, а местные жители прозвали его «Большие Глаза» (киридзи: Оманако). Стараясь остаться человеком, он носит самотканую одежду, а руки и лицо прячет под бинтами, своё одиночество скрашивая тем, что выращивает цветы, с которыми разговаривает как с людьми. Но время от времени, он после очередной потери сознания, обнаруживает в пещере, где живёт, свежие обглоданные человеческие кости.

Сэйю: Дайсукэ Гори

#### Второстепенные
- Старый Охотник — 40 лет назад в схватке с бывшим рыбаком, а ныне монстром, во время облавы на него потерял глаз и с тех пор мечтает отомстить ему. Живёт один на самом краю деревни, почти что за её краем. Имеет невысокую белую собачку, внешне смахивающую на бультерьера. В качестве оружия он носит с собой винчестер и часто берёт с собой на охоту топор, предназначенный, чтобы отрубить голову бессмертному чудищу «Большие Глаза».

Сэйю: Юдзуру Фудзимото

### The Promised Tomorrow

#### Центральные
- Наэ Когурэ (яп. 木暮 苗) — 60 лет назад, будучи ещё совсем юной девушкой, она любила Юту и мечтала с ним уйти. Но Юта ушёл без неё, а она пропала без вести. После безуспешных поисков её сочли мёртвой и провели похороны, поставив надгробный камень. Несколько лет назад она неожиданно появилась, такой же молодой, как была, и живёт в особняке у Эйдзиро, откуда её никуда не выпускают и держат под профессиональной охраной. Её любимым местом является затерянная в горах поляна красных цветов, которые когда-то она удобрила пеплом русалок, от чего они теперь цветут круглый год.

Сэйю: Юри Амано
- Эйдзиро (яп. 英二郎) — 60 лет назад он собирался жениться на Наэ и крайне ревновал её к Юте. После того, как Наэ пропала, он через некоторое время женился на единственной дочери владельца крупной компании, президентом которой впоследствии стал. Все годы после пропажи Наэ он вёл непрерывные поиски пепла русалки. Недавно в его особняке таинственным образом появилась Наэ, такая же молодая, какой была, когда пропала. Её он держит взаперти под усиленной охраной, позволяя ей гулять лишь по территории особняка. Имеет замашки бандита, считает себя вправе решать кому жить, а кому нет. Его охрана имеет приказ убивать посторонних, попавших на территорию особняка и заговаривавших с Наэ.

Сэйю: Тамио Оки и Ясунори Мацумото (Эйдзиро 60 лет назад в молодости)

#### Второстепенные
- Сокути (яп. 草吉) — 60 лет назад он, будучи ещё маленьким мальчиком, был личным слугой Наэ. После того, как она неожиданно вновь появилась такой же молодой, как и прежде, счёл, что она тогда ушла с Ютой. В связи с тем, что Эйдзиро держит её под охраной, подумывает о том, как бы её освободить, но слишком стар, чтобы попробовать это сделать в одиночку.

Сэйю: Минору Инаба и Кёко Тонгу (Сокути в детстве)
- Странствующая Буддийская Священница — когда-то она подарила Наэ пепел русалки. Согласно легенде, когда-то она была убита, но воскресла благодаря пеплу русалки, правда, в качестве человека без души, и отомстила убийцам, убив их вместе со всей деревней, где они жили. Через годы к ней вернулась душа, и она пришла в себя, став прежней. Является одним из загадочных персонажей.

Сэйю: в сериале отсутствует, так как Загадочная Священница не произносит ни звука, хотя играет важную роль в сюжете

### Mermaid’s Scar

#### Центральные
- Миса (яп. 美沙) — бессмертная, у которой очень плохо заживают раны после того, как она однажды полностью заживо сгорела, в связи с чем её шрамы теперь очень долго не проходят. В 1945 году после американской бомбардировки, когда она полностью потеряла всю семью, включая мужа и маленького ребёнка, её нашёл Масато, который накормил её мясом русалки. Она стала его опекуном, и через годы она, поняв жестокую сущность Масато, бежала от него. Бежав от Масато, она вышла замуж и прожила в браке несколько лет, но однажды попала в страшную катастрофу, в которой она заживо сгорела вместе с мужем. Масато, узнав о ней из новостей, где рассказали о её чудесном выздоровлении и возвращении с того света, смог разыскать её и снова стал с ней жить. Время от времени она, то умоляя, то угрожая, пытается узнать у Масато, где он хранит мясо русалки, надеясь, съев его, полностью восстановить свою способность к регенерации.

Сэйю: Рэй Сакума
- Масато (яп. 真人) — бессмертный, живущий вот уже свыше 800 лет и имеющий облик маленького мальчика. В связи со своим обликом, предпочитает, чтобы кто-нибудь о нём заботился, играя роль родителя — притом, что он может существовать и самостоятельно. Когда-то он, пытаясь спасти свою умирающую тяжелобольную мать, накормил её мясом русалки, но она стала монстром. С тех прошло много лет, за которые он набрался цинизма и жестокости. Привык ни во что не ставить чужую жизнь, без колебаний кормит других людей мясом русалки, невзирая на то, что многие становятся монстрами, и без колебаний отрубает своим бывшим опекунам головы, как только они ему надоедают, а он находит им замену.

Сэйю: Макико Омото

#### Второстепенные
- Юкиэ (яп. 雪枝) — няня Масато, нанятая Мисой, которая уже видеть его не может, но вынуждена жить с ним. Очень добрая девушка, которая собирается выйти замуж, а при конфликтах между Мисой и Масато вступается за Масато.

Сэйю: Тиэко Хонда

## «Взгляд русалки»

### Sacred Bone Princess

#### Центральные
- Нацумэ (яп. なつめ) — единственная дочь некроманта, вечно юная и почти бессмертная. Когда-то, в 1600 году в битве при Сэкигахара, она была убита, случайно попав под чью-то горячую руку. И её безутешного отца, плачущего над её костями, встретил Буддийский Священник, который, сжалившись над его отцом, воскресил её, как считал, на время, использовав внутренности русалки, которыми покрыл её кости в качестве плоти. В связи с тем, что она ничего не помнит о том, что было до её воскрешения, порой сомневается в том, что её отец настоящий. Обычно при таком воскрешении воскрешённый вскоре умирает вследствие того, что мясо, из которого создали плоть, начинает разлагаться. Но так как её плоть создали из внутренностей русалки, то это не происходит и она является не ходячим мертвецом, а живой девочкой из плоти и крови. Но при этом она нуждается в поедании печени, как вампир нуждается в крови, и потому она по ночам охотится на собак и кошек, чтобы съесть их печень, но при случае не брезгует и человеческими трупами. Несмотря на всё это, она очень живая и жизнерадостная, а также по-своему добрая и хорошая.

Сэйю: Кадзуко Сугияма
- Некромант (яп. おとう) — отец Нацумэ, когда-то он потерял свою дочь, попавшую в число потерь среди гражданских, но проходивший мимо Буддийский Священник, сжалился над ним и воскресил его дочь. Отец Нацумэ, несмотря на горе, внимательно разглядел, прослушал и запомнил процедуру воскрешения, и с тех пор стал зарабатывать, воскрешая мёртвых, став некромантом. Помимо некромантии, он даёт цирковые представления, в которых Нацумэ демонстрирует своё бессмертие, сопровождаемые демонстрацией фальшивой русалки, сделанной путём некромантии из обезьяны и рыбы, а после представлений продаёт фальшивое снадобье, сделанное, по его словам, из русалки (на самом деле из карпа).

Сэйю: Кёити Китамура

#### Второстепенные
- Священник (яп. 法師) — буддийский священник, который когда-то воскресил Нацумэ, чтобы утешить её отца, и думал, что она воскресла, как обычно, на время. Но она стала бессмертной, что он счёл неправильным и уверен, что раз она не умирает, то, значит, в неё вселился дьявол, и с тех пор охотится за ней с целью её уничтожить. Высокий и мощного телосложения, владеет магией, прячет в своём посохе длинный меч.

Сэйю: Сэйдзо Като

### Mermaid’s Gaze

#### Центральные
- Синго Кирю (鬼柳 新吾, Kiryū Shingo), известен также под прозвищем «Кен» — бессмертный, страдающий психическим заболеванием с ярко выраженными садистскими наклонностями, сбежавший из дзасикиро (zashikirou), в подвале дома своих родителей. Когда-то в детстве он лишился своего глаза, и сбегая из дзасикиро он, забрав глаз сестры, вставил его себе. После чего обнаружил, что каждый раз, когда он кого-то убивает, он вновь видит последние мгновения из жизни своей сестры. По этой причине, он время от времени возвращается в дом и пытается то уговорами, то силой забрать оттуда тело своей сестры. Иногда его, обороняясь, убивают, но он вновь воскресает, и снова пытается забрать тело сестры.

Сэйю: отсутствует, так как история не имеет аниме-версии

#### Второстепенные
- Акико Кирю (鬼柳 晶子, Kiryū Akiko) — бессмертная, находящаяся в вечной коме и принимаемая окружающими за куклу в человеческий рост. Когда-то давно пытавшаяся отравить своего брата за садистские наклонности, а затем сама принявшая «яд», оказавшийся мясом русалки.

Сэйю: отсутствует, так как история не имеет аниме-версии

### The Final Face

#### Центральные
- Мать Нанао (яп. 七生の母) —- на самом деле его бабушка, ставшая бессмертной 25 лет назад, когда решила, боясь потерять сына при разводе, съесть с сыном мясо русалки, но превращение в бессмертную не было удачным и, хотя она и не стала монстром и не стала превращаться в него постепенно, у неё на лице появились образования, похожие на глубокие шрамы. Владеет секретом семейного лекарства, сделанного из русалки, мгновенно заживляющего раны. Имеет совершенно два разных непохожих лица, одно из которых со шрамами.

Сэйю: Масако Кацуки

#### Второстепенные
- Нанао (яп. 七生) — маленький мальчик, живущий с матерью и бабушкой, который использует семейное лекарство, сделанное из русалки, мгновенно заживляющее раны, от чего имеет проблемы с замедлением роста, но не является бессмертным. Когда бабушка попыталась услать его подальше от матери с незнакомым мужчиной, он бежал и вернулся домой, но, чтобы не беспокоить мать, не стал рассказывать ей о случившемся.

Сэйю: Тосико Фудзита
- Настоящий Нанао — 25 лет назад его мать, боясь потерять его при разводе, приняв мясо русалки сама, пыталась накормить им также и его, но он, испытав рвотные позывы, выплюнул его. Пока его мать лежала без сознания, его бабушка, считавшая, что его мать решила принять яд вместе с сыном, отправила его к отцу. Когда он вырос, и у него родился сын, и тому исполнилось 2 года, его мать похитила его сына и, назвав его Нанао, стала растить как своего. В связи с этим настоящий Нанао мечтает вернуть себе сына.

Сэйю: Юдзи Такада
- Бабушка Нанао (яп. 七生の祖母) — на самом деле его прабабушка, считает, что мать Нанао пыталась 25 лет назад принять яд вместе с сыном, покончив с собой. Знает, что семейное лекарство сделано из русалки и, несмотря на его волшебный эффект, считает его ядом. Считает свою дочь настоящим злом. Когда-то давно она отправила настоящего Нанао подальше от его матери, теперь время от времени пытается отправить нынешнего Нанао подальше от его бабушки.

Сэйю: Сэйко Томоэ